# Covides
Covides es una localidad española del municipio de Valle de Mena, perteneciente a la provincia de Burgos, en la comunidad autónoma de Castilla y León.

## Historia
Hacia mediados del siglo XIX, el lugar, ya por entonces perteneciente al ayuntamiento de Valle de Mena, tenía contabilizada una población de 52 habitantes. Aparece descrito en el séptimo volumen del Diccionario geográfico-estadístico-histórico de España y sus posesiones de Ultramar de Pascual Madoz con las siguientes palabras:

COVIDES: l. en la prov., aud. terr. y c. g. de Burgos (20 leg.), dióc. de Santander y de la encomienda del Vallejo de la religion de San Juan, part. jud. de Villarcayo (6) y ayunt. titulado del valle de Mena: sit. en una hondonada á las dos márg. de un arroyo que se desprende de las fuentes del pueblo de Ovilla y suele secarse en el verano; el clima aunque húmedo es benigno, siendo los constipados, catarros y alguna que otra pulmonia las enfermedades mas frecuentes. Tiene 21 casas, una igl. parr. matriz (San Saturnino), servida por un cura de provision ordinaria; tiene anejo el l. de Mantrana que dista escasamente 1/2 leg. del que se describe; á trecho de medio tiro de fusil hay una ermita (San Sebastian), en estado ruinoso, colocada en un cerro que domina la pobl. por la parte de NO., cuyo cerro por el lado opuesto al en que se halla dicha ermita, está poblado de encinas y robles. Confina el térm. N. con Medianas; E. Cilieza; S. Anso y Villasana, y O. Entrambas-aguas. El terreno es de mediana calidad; báñale el arroyo que dejamos mencionado arriba, el cual le cruzan dos puentecitos y va á desaguar en el r. Cadagua; encuéntrase al O. 2 pequeñas deh. que producen yerba y leña en abundancia. caminos: los locales en mediano estado. correos: la correspondencia se recibe de Agüera de Montija por los mismos interesados. prod.: trigo, maiz, patatas, habas, judias, arbejas, garbanzos en poca cantidad, nueces, manzanas, cerezas y ciruelas; la cosecha mas abundante es la de trigo, maiz y patatas; cria ganado lanar, vacuno, yeguar y mular en muy corto número, de los cuales los mas preferidos son los dos últimos; caza de perdices, liebres y codornices. ind. y comercio: ademas de la agricultura un molino harinero; y la estraccion de las producciones agrícolas sobrantes, que generalmente se llevan á la v. de Valmaseda. pobl.: 14 vec., 52 almas.
(Madoz, 1847, p. 163)

En 2022, la entidad singular de población tenía empadronados 49 habitantes y el núcleo de población, 48.

## Patrimonio
Hay en la localidad una iglesia de San Saturnino y San Miguel.